# Granada (banda)
Granada es el nombre de una banda madrileña de rock sinfónico, que estuvo activa entre 1974 y 1979.
Su impulsor fue el flautista y teclista Carlos Cárcamo, que provenía de Skorpis, uno de los grupos clásicos del underground madrileño de comienzo de los años 1970, y que había colaborado con gente del mundo flamenco, como Lole y Manuel. Inicialmente, el grupo estaba integrado además por el bajista Chicho y el batería Buji. Sin embargo, los músicos fueron cambiando de forma generalizada y la formación fue muy inestable, al igual que su música.
En 1975 publicaron su primer disco, "Hablo de una tierra", inmerso en el Rock Andaluz y publicado por el sello Gong de Movieplay, el reducto del género. En este disco intervenía Manolo Sanlúcar. Sin embargo, su siguiente disco, "España, año 75", publicado en 1976, aunque incluye guitarra flamenca, se aleja totalmente del Rock Andaluz, para centrarse en un sinfonismo conceptual.
El tercer álbum, "Valle del Pas" (1978), como su nombre indica, está centrado en el folclore norteño, incluyendo gaitas y otros elementos tradicionales. El batería en este disco era Antoñito "Smash". El bajista, Julio Blasco. Después, regresa al Rock Andaluz, incluyendo en el grupo al guitarrista Diego de Morón, aunque la banda se separa antes de llegar a grabar su siguiente disco.

## Discografía

### Álbumes
- 1975 - Hablo de una tierra
- 1976 - España, año 75
- 1978 - Valle del Pas

### Colectivos
- 1977 - 7. Festival des politischen Liedes